# DXTEEN
DXTEEN（日語：ディエックスティーン），日本男子組合，由LAPONE娛樂於2023年推出。6名成員包括：大久保波留、田中笑太郎、谷口太一、寺尾香信、平本健、福田歩汰。2023年5月10日以首張單曲《Brand New Day》出道。

## 團名
DXTEEN代表「DREAM X TEEN」，意是為以夢想（Dream）為目標，一步一步在擴張（eXtention）和擴大（eXpand）的同時成長、表現出不斷嘗試和接受挑戰的六名少年（Teen）的「無限可能性」，有他們隨著時間流逝而成長，仍不忘初心，讓夢想變得更大的意義。

## 經歷

### 2021年
4月8日：成員中的4人（大久保波留、寺尾香信、平本健、福田歩汰）參加選秀節目《PRODUCE 101 JAPAN 第二季》。
12月：LAPONE娛樂公開大久保波留、寺尾香信、平本健、福田歩汰成為旗下練習生「LAPONE BOYS」。

### 2023年
2月13日：LAPONE娛樂宣佈DXTEEN將於5月出道，由旗下練習生「LAPONE BOYS」（大久保波留、寺尾香信、平本健、福田歩汰）及追加成員田中笑太郎、谷口太一共6人組成，並開設粉絲俱樂部，成為旗下第3組男子團體。
5月10日，發行首張單曲《Brand New Day》正式出道，收錄曲《Sail Away》由JO1成員川尻蓮負責編舞。
9月6日，宣佈發行第二張單曲《FIRST FLIGHT》，收錄First Flight、Dive、Firework及Next。

## 成員
| 成員列表   | 成員列表 | 成員列表              | 成員列表 | 成員列表                           | 成員列表 |
| 姓名       | 姓名     | 出生日期 出身地       | 代表色   | 備註                               |          |
| 漢字       | 讀音     | 出生日期 出身地       | 代表色   | 備註                               |          |
| ---------- | -------- | --------------------- | -------- | ---------------------------------- | -------- |
| 大久保波留 |          | 2004年7月3日 福岡縣   | 粉       | 《PRODUCE 101 JAPAN 第二季》第12名 |          |
| 田中笑太郎 |          | 2005年10月18日 山梨縣 | 紫       |                                    |          |
| 谷口太一   |          | 2002年7月11日 奈良縣  | 紅       | 《World Klass》參賽者 隊長         |          |
| 寺尾香信   |          | 2003年8月5日 廣島縣   | 綠       | 《PRODUCE 101 JAPAN 第二季》第17名 |          |
| 平本健     |          | 2004年12月18日 兵庫縣 | 藍       | 《PRODUCE 101 JAPAN 第二季》第34名 |          |
| 福田歩汰   |          | 2003年3月30日 栃木縣  | 黃       | 《PRODUCE 101 JAPAN 第二季》第35名 |          |

## 外部連結
- DXTEEN的官方網站 （页面存档备份，存于）
- DXTEEN的Instagram帳戶
- YouTube上的DXTEEN
- DXTEEN的X（前Twitter）
- DXTEEN的TikTok
- DXTEEN的新浪微博